# Marc Guillemot
Pour les articles homonymes, voir Guillemot.
Marc Guillemot, né le 25 juin 1959 à Quimper (Finistère), est un navigateur français.

## Biographie
Adolescent à Quimper, il pratique la voile assidûment avec Bertrand de Broc sur les traces des frères Poupon à Bénodet.
Il termine 2e de la Transat Anglaise en solitaire puis 2e de la Route du Rhum en 2002. Choisi comme skipper en 2005 par le groupe industriel SAFRAN, il termine 7e de la Route du Rhum - La Banque Postale à bord d'un monocoque 60 pieds loué par son sponsor. En 2007, à bord de Safran, son nouveau monocoque 60 pieds IMOCA, il termine second de la Transat Jacques-Vabre avec Charles Caudrelier puis ensemble, en 2009, ils la remportent. En 2008, il s'engage dans l'Artemis Transat, la mythique course en solitaire, et touche le but en 4e position. Il complète le podium de la Route du Rhum à bord de son monocoque Safran en 2010 et 2014. Il aligne trois podiums sur les cinq « Route du Rhum » d'affilée de 1998 à 2014 sans aucun abandon.
Marc Guillemot avec son Safran termine 3e du Vendée Globe 2008-2009 après avoir participé au sauvetage de Yann Éliès. Il achève sa course sans quille perdue aux Açores, à la suite d'une collision avec un cétacé au sud des iles Kerguelen.
En 2012, quelques heures après le départ du Vendée Globe, il perd une nouvelle fois la quille de son IMOCA. Cette fois, la quille en titane conçue et étudiée par les ingénieurs du Groupe Safran se brise quelques heures après le départ. Plusieurs erreurs de mise en œuvre apparaissent lors des expertises de la tête de quille restée solidaire du bateau. Le Vendée Globe 2012-2013 dure 5h30 et Marc Guillemot est contraint de rentrer aux Sables-d'Olonne.
En 2013, Marc Guillemot à bord du monocoque Safran, établit un nouveau record en solitaire sur la traversée de l’Atlantique entre New York et Cap lizard en 8 jours et 5 heures.
Dernière route du rhum à bord du monocoque Safran en 2014, avec une troisième place et la fin de 10 années de collaboration avec le Groupe Safran et dix podiums avec le bateau.
En 2018, Marc Guillemot et Martine Camus co organisent le Trophée des Multicoques qui, dans les années 1980, a permis l'évolution des multicoques. Cette manifestation s'est déroulée à La Trinité sur Mer du 28 au 31 août. L'édition 2 s'est déroulée du 28 au 31 août 2019.
En 2019, Marc Guillemot lance un nouveau projet: Duo Mixte sur La Solitaire du Figaro.
Le concept original est simple: sélectionner une fille et un garçon parmi de jeunes talents d'âge situé entre 18 et 30 ans pour courir sur deux saisons la Solitaire du Figaro et le programme associé. Le projet sera basé à La Trinité/Mer pour la partie nautique et sur l'autre rive dans les locaux SOG à St Philibert pour la préparation sportive et la tenue administrative.
Le 9 novembre 2022, après un report du départ de 3 jours dû à des conditions météo très difficiles, il prend le départ de la Route du Rhum 2022 sur son catamaran MG5 Metarom en classe Rhum Multi et termine 3e en 16 jours 17 h 51 min et 6 s.

## Vie privée
Il est cousin avec le navigateur Bertrand de Broc.
Il est le père du comédien Nicolas Guillemot.

## Palmarès
- 1984 : record de l'Atlantique[4]

- 1988 : record de l'Atlantique[4]

- 1994 : 2e de la Transat AG2R avec Bertrand de Broc sur Laiteries Le Gall

- 1995 : 5e de la Transat Jacques-Vabre avec Gwen Chapelain sur le trimaran 50' Groupe Larzul
- 1997 :
  - 4e : Grand prix de Fécamp (sur le 60 pieds ORMA Biscuits LA TRINITAINE)
  - 5e : Tour de l'Europe (sur le 60 pieds ORMA Biscuits LA TRINITAINE)
  - 5e : Grand prix de Royan (sur le 60 pieds ORMA Biscuits LA TRINITAINE)
  - 5e de la Transat Jacques-Vabre avec Sidney Gavignet, sur le 60 pieds ORMA Biscuiterie LA TRINITAINE

- 1998 :
  - 4e de la Route du Rhum (sur le 60 pieds ORMA Biscuiterie LA TRINITAINE, en 12 jours 19 heures et 49 minutes)[4]
  - 3e : Grand prix de Royan (sur le 60 pieds ORMA Biscuiterie LA TRINITAINE)
  - 6e : Grand prix de la Trinité-sur-Mer (sur le 60 pieds ORMA Biscuiterie LA TRINITAINE)

- 1999 :
  - abandon dans la Transat Jacques-Vabre (sur le 60 pieds ORMA Biscuiterie LA TRINITAINE, avec Jean-Luc Nélias casse de la dérive, puis assistance à l'équipage de Paul Vatine)
  - abandon dans la Course de l'Europe (sur le 60 pieds ORMA Biscuiterie LA TRINITAINE, perte d'un équipier au large des Baléares)

- 2000 :
  - 2e : Championnat du monde ORMA
  - 2e : Transat Québec-Saint-Malo (sur le 60 pieds ORMA Biscuiterie LA TRINITAINE)
  - 2e : C1Star (sur le 60 pieds ORMA Biscuiterie LA TRINITAINE)
  - 3e : Grand prix de Royan (sur le 60 pieds ORMA Biscuiterie LA TRINITAINE)
  - 5e : Grand prix de la Trinité-sur-Mer (sur le 60 pieds ORMA Biscuiterie LA TRINITAINE)

- 2001 :
  - abandon dans la Transat Jacques-Vabre (fissures sur le pont de coque centrale du 60 pieds ORMA Biscuiterie LA TRINITAINE-Team ETHYPHARM, avec Yann Guichard)
  - Abandon : Cherbourg-Taragone (casse de l'étrave du 60 pieds ORMA Biscuiterie LA TRINITAINE-Team ETHYPHARM)

- 2002 :
  - 2e : Championnat du monde ORMA
  - 2e de la Route du Rhum sur le 60 pieds ORMA Biscuiterie LA TRINITAINE-Team ETHYPHARM
  - 2e : Grand Prix de Douarnenez - Défi Petit Navire (sur le 60 pieds ORMA Biscuiterie LA TRINITAINE-Team ETHYPHARM)
  - 2e : Grand Prix de l'École Navale (coskipper avec Nicolas Groleau de l'Open 7.50 Atchoum)
  - 3e : Grand Prix de Lorient (sur le 60 pieds ORMA Biscuiterie LA TRINITAINE-Team ETHYPHARM)
  - Abandon : Course des phares (déchirage des voiles puis démâtage sur le 60 pieds ORMA Biscuiterie LA TRINITAINE)

- 2004 :
  - 3e : Grand prix Petit Navire - Défi de Douarnenez (sur le 60 pieds Orma Gitana 10)
  - 9e : Grand prix de la Trinité-sur-Mer (sur le 60 pieds Orma Gitana 10)
  - 10e : Transat Québec-Saint-Malo (sur le 60 pieds Orma Gitana 10)
  - Abandon : Transat anglaise (sur le 60 pieds Orma Gitana 10, dérive cassée)
  - Abandon : Grand prix de Fécamp (sur le 60 pieds Orma Gitana 10)

- 2006 : 7e : Route du Rhum (sur Safran, ex Kingfisher (IMOCA))

- 2007 :
  - 2e de la Transat Jacques-Vabre avec Charles Caudrelier sur le 60 pieds IMOCA Safran
  - 5e de la Transat Ecover BtoB sur Safran en  15 j 8 h 25 min 44 s

- 2008 :
  - 2e du championnat du monde IMOCA
  - 1er : runs de vitesse - Grand Prix Petit Navire sur Safran
  - 3e : Courses en flotte - Grand Prix Petit Navire sur Safran
  - 4e de The Artémis Transat sur Safran

- 2009 :
  - champion du monde IMOCA
  - vainqueur de la Transat Jacques-Vabre avec Charles Caudrelier sur Safran, en 15 jours, 19 heures, 22 minutes et 10 secondes)[4]
  - 3e : Vendée Globe sur Safran
  - 3e : Rolex Fastnet Race sur Safran, avec César Dohy

- 2010 :
  - 9e : Championnat du monde IMOCA
  - 1er : Classement National Individuel de la Fédération Française de Voile (meilleur régatier Français)
  - 1er : Tour d'Espagne à la voile[5] (sur le 60 pieds IMOCA Safran, en équipage)
  - 1er : Runs de vitesse - Grand Prix Guyader (sur le 60 pieds IMOCA Safran)
  - 3e : Route du Rhum (sur le 60 pieds IMOCA Safran)
  - 3e : Courses en flotte - Grand Prix Guyader (sur le 60 pieds IMOCA Safran)
  - 3e : Spi Ouest-France (sur l'Open 7.50 Safran)

- 2011 :
  - Record du Tour des Iles Britanniques en équipage en 6 jours, 9 heures, 48 minutes, 50 secondes (sur le 60 pieds IMOCA Safran)
  - 1er : ArMen Race (sur le 60 pieds IMOCA Safran en 1 jour, 43 minutes et 22 secondes)
  - 1er : Défi nautic - Grand Prix Guyader (sur le 60 pieds IMOCA Safran)
  - 4e : Spi Ouest-France (sur l'Open 7.50 Safran)

- 2012 : 1er au Spi Ouest France en Open 7,50

- 2013 :
  - 2e de la Transat Jacques Vabre avec Pascal Bidégorry sur Safran
  - Record de la traversée de l’Atlantique Nord

- 2014 :
  - Étude du monocoque Safran II avec l'équipe de Sailing Organisation Guillemot
  - 3e de La Route du Rhum,
  - Formation H-Corth management/coaching

- 2015 :
  - 6e de la Transat Jacques Vabre avec Bertrand de Broc sur MACSF
  - 1er au Spi Ouest France en Open 7,50
  - Travail de conception du nouveau Safran avec l'équipe de Sailing Organisation Guillemot

- 2017 : lancement de l’association Trophée des Multicoques

- 2018 :
  - 1er au Spi Ouest France en Open 7,50 sous les couleurs de WellnessTraining.
  - Organisation du Trophée des Multicoques du 28 au 31 août
- 2022 : 3e de la Route du Rhum en classe Rhum Multi sur Metarom MG5 MG5, catamaran de 52 pieds
- 2025 : 2e sur 8 inscrits du Grand Tour en Classe Multi 2000 sur MG5 de la 13e édition du Tour de Belle-Île en 6 h 30 min 37 s compensé[6]

## Distinctions
Le 11 décembre 2009, Marc Guillemot a été promu chevalier de l'Ordre national du Mérite,. Cette distinction lui a été remise en reconnaissance de son intervention auprès de Yann Éliès lors du Vendée Globe 2008-2009.

## Œuvre littéraire
- Marc Guillemot et Christine Vannier, Vrai faux solitaire, Douarnenez/Grenoble, Éditions Glénat, 2009, 149 p. (ISBN 978-2-7234-7339-2)
- Entretiens avec Grégoire Laville, Marc Guillemot : Toujours en Course, Éditeur Voiles et Voiliers, 2022, 240 p.